# بيتار كروزيتش

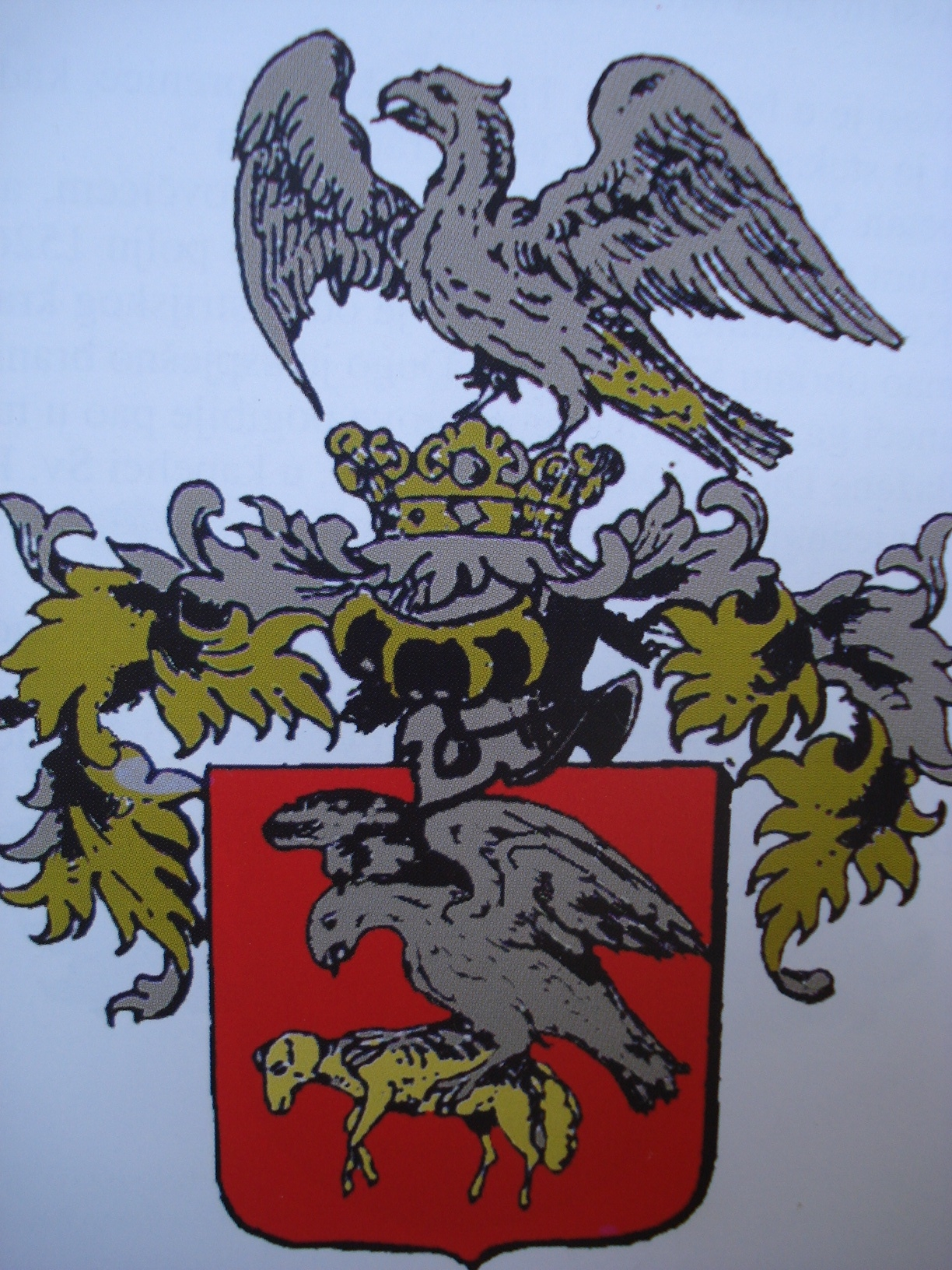
شعار عائلة كروزيتش

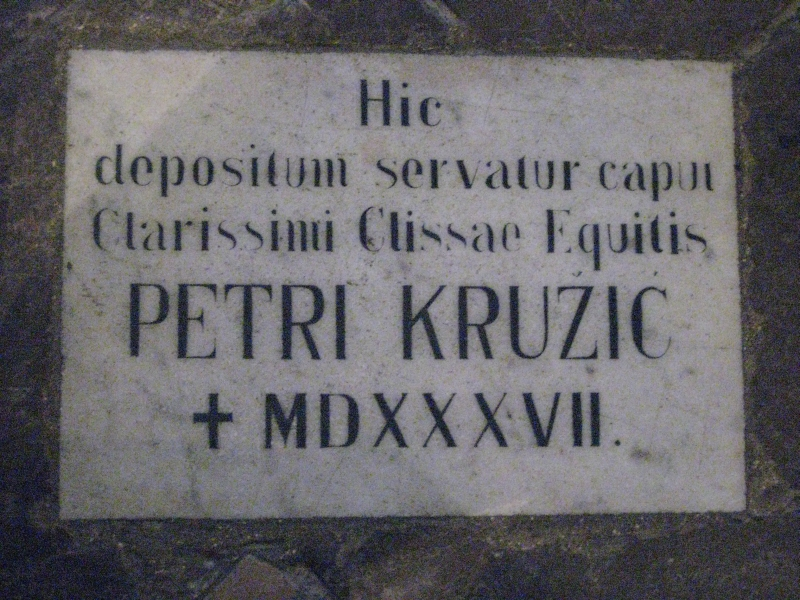
لوحة قبر بيتار كروزيتش في ترسات

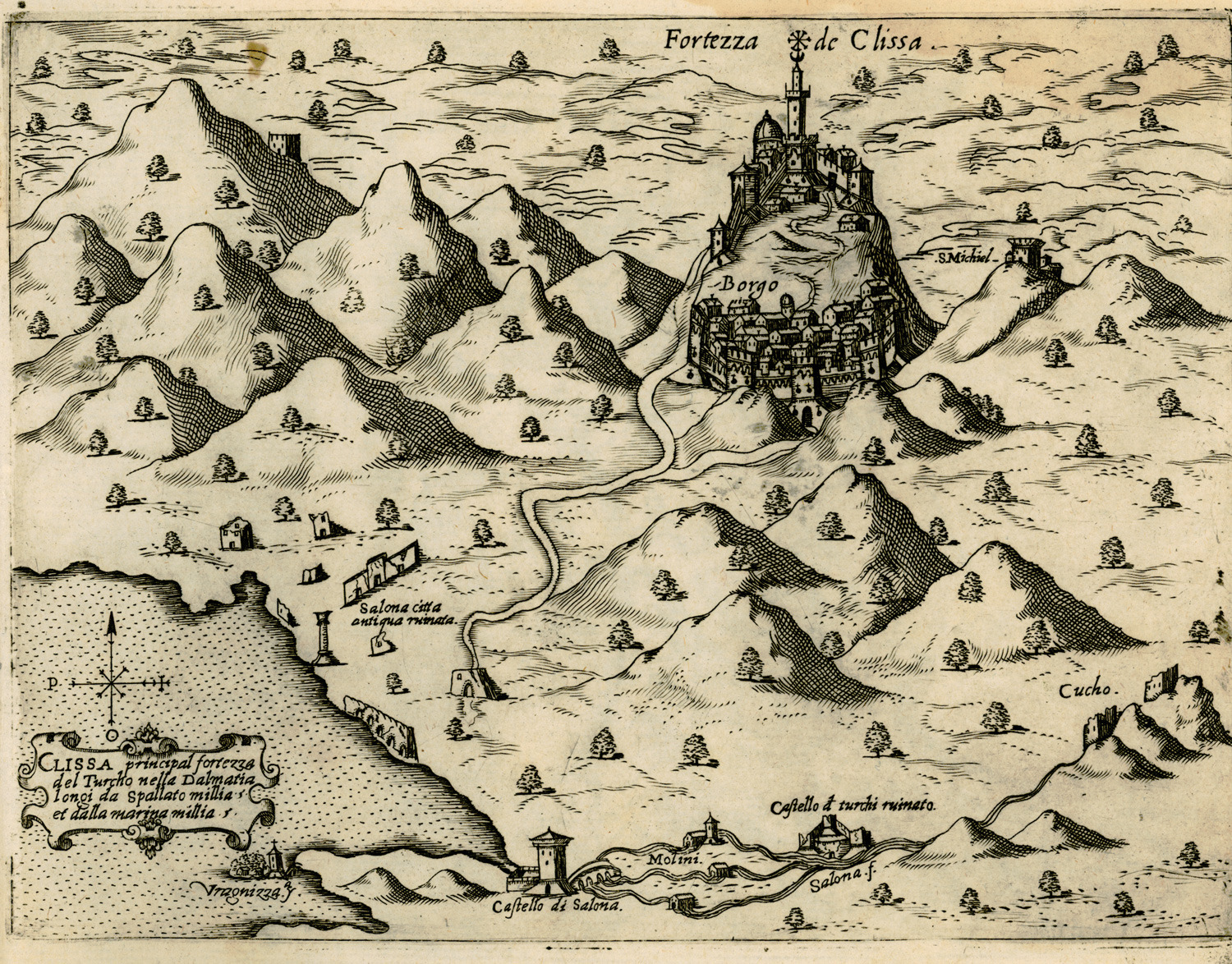
قلعة كليس (القرن السادس عشر)

بيتار كروزيتش (توفي عام 1537) كان نياز كرواتيًا، ونقيب ، وجنديًا، ومدافعًا عن كليس ، وقبطان سينج .

## أصل
كان من مواليد كروج في نبلجوه، وهي منطقة تابعة للقبيلة التي تحمل نفس العنوان في زوبا لاباك في ليكا . ومع ذلك، حاول المؤرخون والمؤرخون اللاحقون، لأسباب وطنية محلية في الغالب، الاستيلاء عليه وتقديمه كواحد من مواطنيهم لأنه كان يتمتع بشعبية لا تصدق كمقاتل مناهض للعثمانيين، خاصة في المناطق التي جاء منها المدافعون عن كليس. 